# Michal Krpálek
Michal Krpálek (* 30. dubna 1989 v Jihlavě) je český judista, který závodí za klub USK Praha v kategorii do 90 nebo 100 kilogramů. Jeho mladším bratrem je Lukáš Krpálek.
Jeho největším úspěchem je bronzová medaile na mistrovství Evropy do 23 let v roce 2010. Turnaj mu celkově sednul. Porazil všechny své regionální soupeře (Rumuna, Maďara, Černohorce). Nestačil pouze na Ruské judo, které ten rok zastupoval Azamat Sitimov.
V roce 2012 se účastnil Olympijských her jako sparring partner svého bratra, se kterým vybojoval sedmé místo v turnaji.